# Xã Midway, Quận Stutsman, Bắc Dakota
Xã Midway (tiếng Anh: Midway Township) là một xã thuộc quận Stutsman, tiểu bang Bắc Dakota, Hoa Kỳ. Năm 2010, dân số của xã này là 579 người.